# 夜須町 (高知県)
夜須町（やすちょう）は、高知県香美郡にあった町。2006年3月1日、5町村の合併によって香南市となった。

## 歴史
- 1889年（明治22年）4月1日 - 町村制の施行により、近世以来の夜須村が単独で自治体を形成。
- 1943年（昭和18年）1月1日 - 夜須村が町制施行して夜須町となる。
- 1945年（昭和20年）8月16日 - 終戦の翌日、駐留の震洋部隊が火災で大爆発を起こし、111名の海軍兵士が死亡した。
- 1950年（昭和25年）3月24日 - 昭和天皇の戦後巡幸。手結海浜に夜須町奉迎場を設けて天皇を迎えた[1]。
- 1955年（昭和30年）4月1日 - 東川村から一部（大字細川、羽尾、沢谷、仲木屋）を編入。
- 2006年（平成18年）3月1日 - 赤岡町・香我美町・野市町・吉川村と合併して香南市が発足。同日夜須町廃止。

## 行政
- 町長：清藤真司（2003年 - 2006年2月28日、1期）

## 教育

### 保育園
- 夜須町立夜須保育園

### 幼稚園
- 夜須町立夜須幼稚園

### 小学校
- 夜須町立夜須小学校

### 中学校
- 夜須町立夜須中学校

## 交通

### 鉄道路線
- 土佐くろしお鉄道
  - ごめん・なはり線
    - 夜須駅

### 道路
- 高知東部自動車道南国安芸道路
- 国道55号

## 名所・旧跡・観光スポット・祭事・催事
- ヤ・シィパーク
- 片側式可動橋
- 道の駅やす

## ゆかりの映画、ドラマ等の作品
- MAZEマゼ〜南風〜

県庁おもてなし課

## 出身者
- 末延道成